# Вёльфербютт
Вёльфербютт (нем. Wölferbütt) — община в Германии, в земле Тюрингия.

## История
Вёльфербютт впервые упоминается как Штайнфельд 31 августа 786 года в акте дарения Карла Великого монастырю Херсфельд. Это название деревня сохранила до Тридцатилетней войны. 

## География
Входит в состав района Вартбург. Подчиняется управлению Фаха. 
Занимает площадь 4,60 км². Вёльфербютт находится на высоте около 400 м у подножия Дитрихсберга в Ауэрсбергер Куппенрон, примерно в 45 км к юго-западу от Эйзенаха. 

## Население
Население составляет 399 человек (на 31 декабря 2010 года).